# Marca Hongaresa
La Marca Hongaresa (Ungarischen Mark o Ungarnmark) també anomenada Neumark ("Nova Marca") fou un districte fronterer d'efímera existència establert a la segona meitat del segle xi per l'emperador Enric III com una defensa contra el Regne d'Hongria. Va tenir només dos marcgravis coneguts abans que fos annexionada a la Marca d'Àustria:
- Liutpold, que va governar durant uns dies fins a la seva mort el 9 desembre 1043
- Sigfrid I de Sponheim, va governar de 1044 a 1048 o 1065

La marca d'Hongria o Hongaresa va ser fundada per Enric III després de la seva primera campanya contra Hongria el 1041. En 1043, el rei hongarès Samuel Aba va ser obligat a signar un tractat de pau pel qual va abandonar la terra entre els rius Leitha i Fischa amb una línia des del delta del Fischa fins a Strachotín a Moràvia que va representar la nova frontera. Enric va crear una nova marca en aquest territori per al fill gran d'Adalbert I de Babeneberg (marcgravi d'Àustria), Liutpold de Babenberg, però aquest va morir pocs dies després de la seva confirmació a Ingelheim. Enric llavors el va reemplaçar amb el comte Sigfrid I de Sponheim. El centre de la marca era castell de Sigfrid anomenat Vila Stilevrida (Stillfried, a l'actual Angern an der March). Segons Koch (1986, pàg. 133), la marca Hongaresa va desaparèixer amb la mort de Sigfrid el 1065. Els documents només l'esmenten amb el títol de marchio (marcgravi) entre 1045 i 1048 i a partir de llavors només apareix amb el títol de comte (comes) a la Vall Pusteria, que podria haver rebut en concepte d'indemnització per la pèrdua de la seva marca.
La marca Hongaresa es va anomenar la "Marca Nova", perquè es tractava d'una "nova" marca oriental de Baviera - una mena de prolongació d'Àustria. Durant el regnat del jove fill d'Adalbert de Babenberg, el marcgravi Ernest d'Àustria, la nova marca es va unir precisament a l'antiga marca o Àustria.